# Anna Ternheim (musikalbum)
Anna Ternheim är en självbetitlad EP av den svenska singer/songwritern Anna Ternheim, utgiven 2007 på Decca Records. Skivan innehåller även en video med låten "Shoreline" (live i Stockholm).

## Låtlista
1. "Lovers Dream" (Naked Version)
2. "Bridges"
3. "Today Is a Good Day"
4. "I'll Follow You Tonight"
5. "China Girl"
6. "My Secret"

### Fotnoter
1. ↑  ”Anna Ternheim”. Discogs.com. http://www.discogs.com/Anna-Ternheim-Anna-Ternheim/release/2076666. Läst 17 maj 2012.